# ستيوارت كلارنس غراهام
ستيوارت كلارنس غراهام (بالإنجليزية: Stuart Clarence Graham)‏ هو ضابط أسترالي، ولد في 23 أكتوبر 1920 في Ulmarra ‏ في أستراليا، وتوفي في 20 يوليو 1996 في Surfers Paradise, Queensland ‏ في أستراليا.